# Masa cierta
La denominación masa cierta es sinónimo de la expresión de masa, pero se utiliza en astronomía para diferenciar la masa medida de un planeta del límite inferior de la masa esta generalmente se obtiene a partir de técnicas de velocidad radial. Los métodos utilizados para determinar la masa real de un planeta incluyen la medición de la distancia y el período de uno de sus satélites, avanzadas técnicas astrométricas que utilizan los movimientos de otros planetas en el mismo sistema estelar, combinando técnicas de velocidad radial con el tránsito observaciones (que indican las inclinaciones orbitales muy bajas), y combinando técnicas de velocidad radial con mediciones de paralaje estelar (que también determinan las inclinaciones orbitales).